# غطاء عاكس مرجع

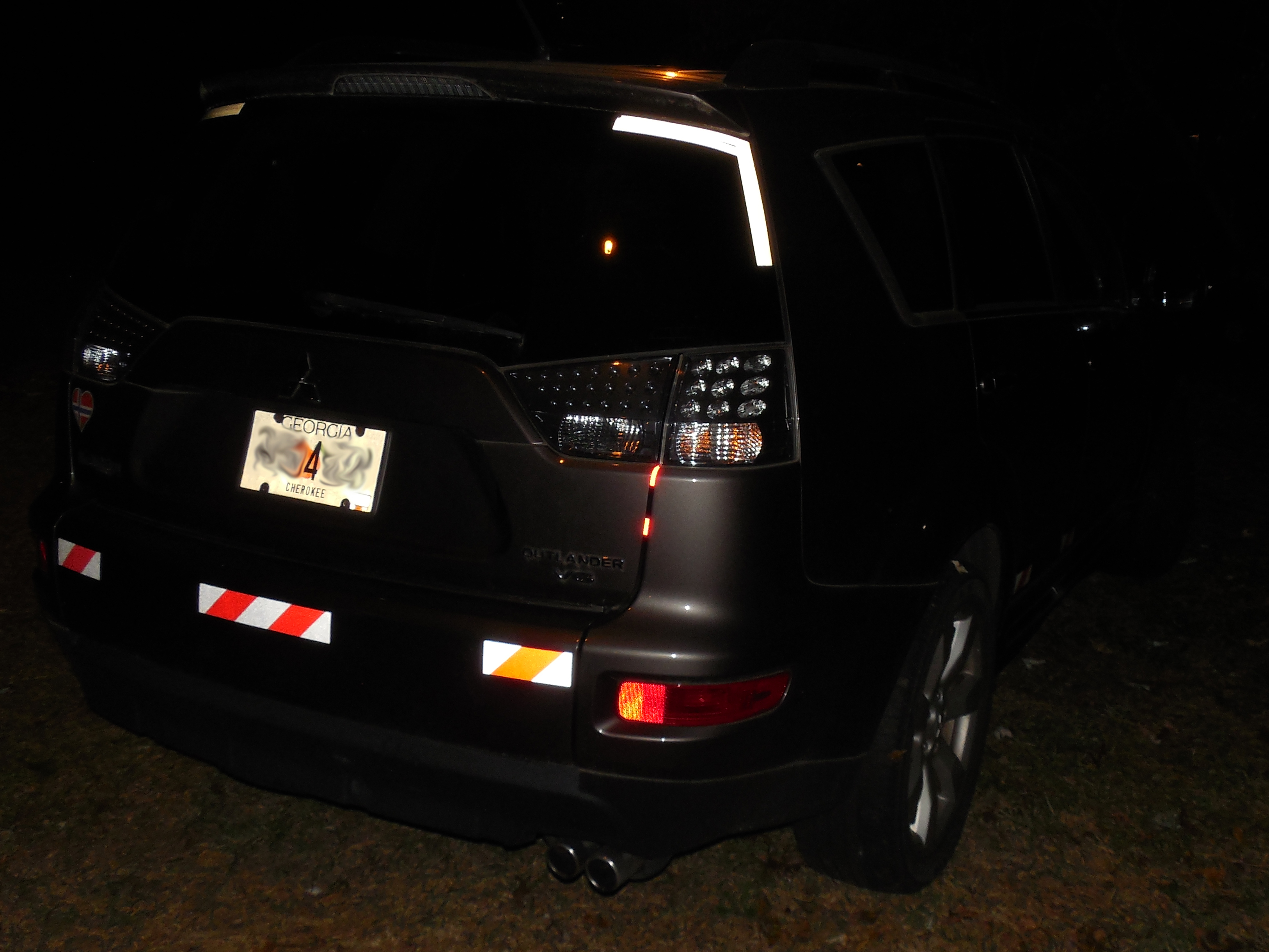
صورة مضيئة لسيارة مغطاة بغطاء عاكس مُرجع.

الغطاء العاكس المُرجع (بالإنجليزية: Retroreflective sheeting)‏ هو مادة عاكسة رجعية مرنة تستخدم بشكل أساسي لزيادة وضوحية اللافتات المرورية، وصناعة الملابس عالية الوضوح ، ولشياء أخري كي تجعلها واضحة بكفاءة وآمنة أثناء الليل عند تعرضها لضوء مصابيح سيارة أمامية مقدمة. يستخدم أيضًا كمادة لزيادة نطاق قابلية المسح الخاص بالرموز الشريطية في المصانع. يتكون الغطاء من خرز زجاجي عاكس مُرجع، مواشير مجهرية، أو عدسات مغطاة محكومة اللصق بركيزة من القماش أو البلاستيك. صنعت ألوان عديدة ودرجات لشدة الانعكاس ومازالت تحت الصنع من قبل شركات عديدة لأجل تطبيقات متنوعة. كما هو الوضع مع أي عاكس مُرجع، يُلمع الغطاء عندما تكون هناك زاوية صغيرة بين عيني راصد ومصدر الضوء الموجه نحو الغطاء، لكن يبدو غير عاكس عندما تتم رؤيته من اتجاهات آخر.

## التطبيقات

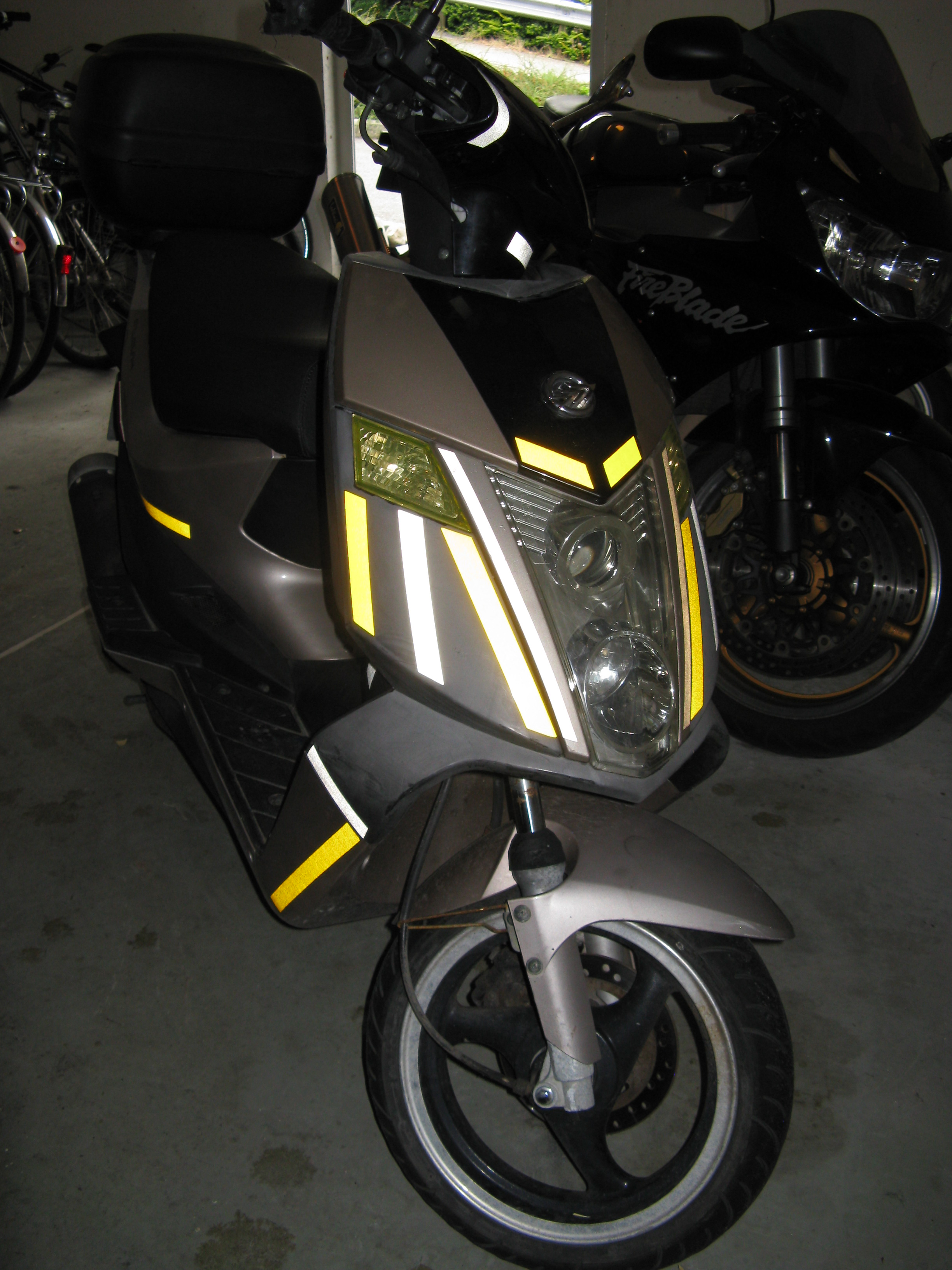
صورة مضيئة لدراجة نارية مغطاة بأغطية عاكسة مُرجعة.

تستخدم الأغطية العاكسة المُرجعة اليوم علي نطاق واسع في تطبيقات متنوعة، بعد استخداماتها الواسعة في لافتات الشوارع بدءًا من ستينيات القرن الماضي. يستخدم الغطاء في :
- الملابس عالية الوضوح
- لافتات الطرق
- الرموز الشريطية
- مؤثرات بصرية للأفلام
- مساعدة ملاحة السيارات الآلية